# Сенегальский длиннокрылый попугай
Сенегальский длиннокрылый попугай (лат. Poicephalus senegalus) — птица семейства попугаевых.

## Внешний вид
Длина тела 22—25 см; вес 125—170 г. Окраска оперения в основном зелёная. Верхняя часть тела, крылья и хвост тёмно-зелёные. Нижняя сторона брюшка оранжевого или жёлтого цвета. Грудь с клиновидным рисунком зелёного цвета. «Штанишки» зелёные, ноги розовые. Голова тёмно-серая. Клюв массивный, чёрного цвета с сероватым оттенком. Радужка жёлтая, у молодых тёмно-бурая. Глаза могут отражать настроение попугая. Во взволнованном состоянии зрачок начинает быстро сужаться и расширяться. Телосложение самки аккуратнее, голова помельче и светлее, клюв узкий.

## Распространение
Обитает в юго-западной и западной Африке от Гвинеи до Камеруна.

## Образ жизни
Населяют открытые лесистые местности и саванны, встречаются до высоты 1000 м над уровнем моря. Питается плодами и цветками. Часто питается зерновыми культурами, фермеры считают его вредителем.

## Размножение
Гнездятся в дуплах деревьев. В брачный период самец демонстрирует брачный танец. Он поднимает над спиной крылья и топорщит перья на затылке, привлекая самку. Танец сопровождается характерными звуками. В кладке от 3 до 5 яиц. Насиживание длится 22—24 дня. Насиживает самка, а самец кормит её и охраняет гнездо. Птенцы вылетают из гнезда в возрасте 11 недель. Они имеют тёмно-серый окрас головы и пепельно-серые щёки. Радужка у них тёмная (окрашивается в соломенно-жёлтый цвет в возрасте 12—14 месяцев).

## Содержание
Это неприхотливые попугаи, очень сообразительные и подвижные. Быстро привыкают к человеку. Могут заучивать отдельные слова (около 10) и небольшие фразы, их можно выучить делать различные трюки. В естественных условиях живут в среднем 25—30 лет, в неволе доживали до 50 лет.

## Классификация
Вид включает в себя 2 подвида:
- Сенегальский длиннокрылый попугай Poicephalus senegalus senegalus (Linnaeus, 1766) — номинативный подвид. Обитает в южной Мавритании, Сенегале, Гамбии, Гвинее-Бисау, Гвинее.
- Сенегальский длиннокрылый попугай Финча Poicephalus senegalus versteri Finsch, 1863 — зелёный цвет оперения темнее номинативного. Брюшко красно-оранжевое. Обитает в Кот-д’Ивуаре, на востоке Ганы и западе Нигерии.

Некоторые ученые выделяют также третий подвид: Сенегальский длиннокрылый попугай Райхенова Poicephalus senegalus mesotypus Reichenow, 1910 — зелёный цвет оперения бледнее чем у номинативного подвида. Зелёный клин продолжается вплоть до брюшка. Брюшко оранжевое. Обитает в восточной и северо-восточной Нигерии, Камеруне, на юго-западе Чада.